# Coenagrion bartenevi
Coenagrion bartenevi là một loài chuồn chuồn kim trong họ Coenagrionidae.
Coenagrion bartenevi được miêu tả khoa học năm 1955 bởi Belyshev.